# Guillaume-Chrétien de Lamoignon de Malesherbes
Guillaume-Chrétien de Lamoignon de Malesherbes, més conegut com a Malesherbes (6 de desembre del 1721 - 23 d'abril del 1794) fou un home d'estat i ministre francès. També fou conseller de defensa per a Lluís XVI.

## Biografia
Va néixer a París, al si d'una família de juristes pertanyents a l'alta magistratura. La seva formació es va orientar cap a l'estudi del dret, i un cop titulat accedí al Tribunal Suprem.

### Relació amb els intel·lectuals
El 1750, amb motiu de la promoció del seu pare Guillaume de Lamoignon de Blancmesnil al càrrec de canceller, a Malesherbes li fou encomanat el control de l'oficina de censura (cour des aides), encarregada del control editorial i de la premsa. Aquest ofici va portar-lo a estar en contacte amb els escriptors i pensadors de l'època més enllà de les funcions estrictes judicials, i li permeté de conèixer Diderot, Frédéric-Melchior Grimm. Protegí de forma molt activa els homes de L'Encyclopédie, que arribaren a dir que, sense el seu ajut, L'Encyclopédie probablement mai no hagués estat publicada.

### Món de la política
El 1771 entrà en política quan, dissolt el Parlament, es proposà un nou mètode d'administració de justícia, contra el qual Malesherbes s'hi oposà activament.

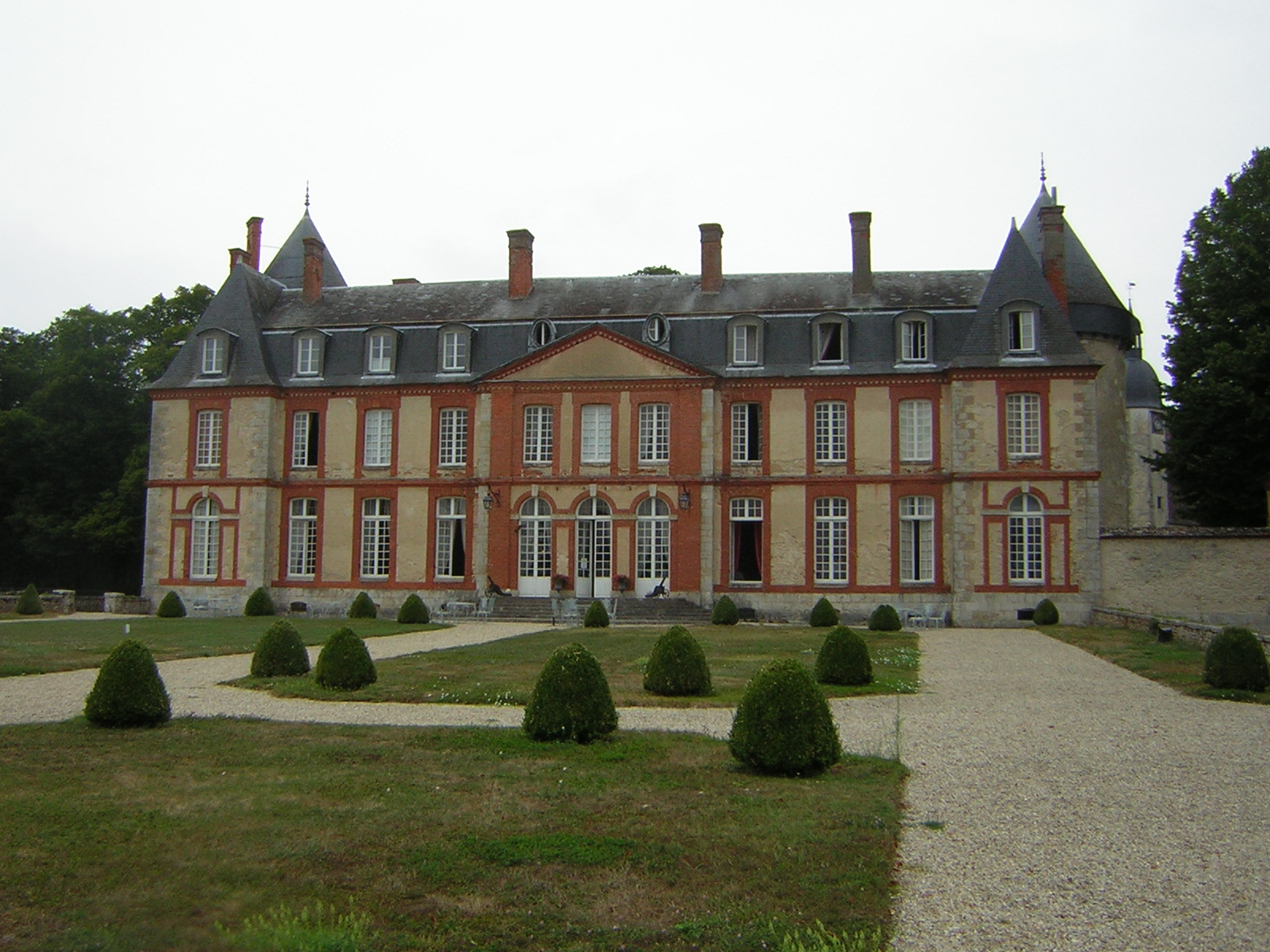
Château de Malesherbes

El 1775 fou nomenat ministre de Lluís XVI, juntament amb Turgot i treballà per dur a terme reformes econòmiques de caràcter liberal, favorables al lliure mercat; aquests intents de reforma trobaren una gran oposició en la noblesa i el clergat. També des del seu ministeri en qualitat de cap de la política del regne, aconseguí l'anul·lació de l'odiada pràctica de les lettres de cachet, que permetien que qualsevol persona pogués ser arrestada arbitràriament. La reacció de les classes més afavorides provocà, nou mesos després del seu nomenament, el cessament de Turgot i la posterior dimissió de Malesherbes.
El 1776, en retirar-se del ministeri, reprengué una vida còmoda i domèstica viatjant a través de Suïssa, Alemanya i els Països Baixos. D'aquesta època data un assaig sobre el matrimoni protestant que feu molt per al seu reconeixement civil a França. Sempre fou un entusiasta aficionat de la botànica,  i polemitzà amb Buffon en defensa dels botànics als quals aquest havia atacat. Havia estat elegit membre de l'Acadèmia Francesa de les Ciències el 1750.
El 1787 el rei, que es trobava en una situació de dificultats, el nomenà de nou ministre, però conservà la cartera poc temps.

### La Revolució Francesa
El 1792 visità la seva filla, que havia emigrat a Lausana, però tornà de seguida a França, tot i que no amb gaire il·lusió, per culpa de la Revolució. Per fidelitat al rei, qui, tanmateix, no l'apreciava prou, es prestà voluntari per a defensar-lo i escrigué al president de la Convenció Nacional: «Ignori si la Convenció Nacional donarà a Lluís XVI un consell per defensar-lo, i si li deixarà triar-lo. En aquest cas, desitjo que Lluís XVI sàpiga que, si em tria per a aquesta funció, hi estic preparat». Lluís XVI va respondre-hi: «El vostre sacrifici és tan generós que exposareu la vostra vida i no salvareu la meva».
Hom se'n recordà, d'ell, durant el Terror i, almenys el desembre, se'l buscà tot i estar retirat de la vida política. El portaren a París i l'empresonaren juntament amb la seva família per conspiració amb els emigrats. El seu gendre Louis Le Peletier de Rosanbo morí a la guillotina el 21 d'abril del 1794 i, l'endemà, la seva filla Antoinette, la seva neta Aline, el marit d'aquesta Jean-Baptiste de Chateaubriand, i dos dels seus secretaris foren executats juntament amb ell.